# Обрізка рослин
Обрізка, Обрізування рослин — видалення уражених, хворих чи зайвих пагонів рослини з лікувальною, омолоджувальною чи декоративною  метою. У плодових дерев проводиться до активного сокоруху, тобто або восени, чи навесні, а також у літній період (проріджування або формування крони, видалення вовчків).
О. р. здійснюють у плодових, ягідних культур і лісових декоративних порід: 
- укорочуванням пагонів чи гілок, коли їх зменшують за довжиною,
- проріджуванням, коли їх видаляють повністю.

О. р. сприяє зміні біохімічних процесів у рослині, активізує ріст. О. р. в садівництві провадять  з різною інтенсивністю для зерняткових і кісточкових, горіхових і ягідних порід. В декоративному садівництві для архітектурного формування О. р. здебільшого провадять напровесні і влітку. Місця зрізів замазують садовим варом, олійною фарбою. 
Розрізняють О. р. на кільце, шип, вирізування шипів, пагонів, пінцирування, обрізування на пень, обрізування сучків, для формування крони.
Обрізування на кільце — видалення секатором, садовим ножем чи ножівкою гілки або пагона біля їх основи по кільцевому напливу кори. Товсті гілки спочатку підрізують з нижнього боку, а потім з верхнього. Застосовується для плодових і лісових декоративних порід.

Обрізування на шип застосовують при розмноженні рослин (плодових, декоративних) окуліруванням. Весною, до пробудження бруньок, підщепу обрізають на висоті 10—15 см вище заокулірованого вічка. Шип служить кілочком, до якого підв'язується культурний пагін (окулянт), щоб він не відламався і ріс вертикально. Вирізування шипів роблять у серпні, після того як окулянт здерев'яніє в основі. Шип вирізують на кільце біля основи окулянта.

Видаляють пагони у плодових і декоративних розсадниках при вирощуванні штамбових дерев і кущів (бузку, троянди). При формуванні крони пагони, що відростають на штамбі, обламують ще молодими або вирізують у дорослому стані. У зоні крони зайві пагони, непотрібні для закладення гілок, спочатку пінцирують, а в липні вирізують на кільце.

Обрізування на пень — догляд за деревами і чагарниками в зеленому будівництві, спрямований на стимулювання росту й галуження, формування певної форми крони, одержання цільових стандартів рослин. Таке обрізування викликає посилений ріст молодих пагонів з вегетативних і сплячих бруньок біля кореневої шийки (у самшиту, тису, свидини, бирючини, жовтої акації та ін. рослин). Обрізують напровесні (березень — початок квітня).

Обрізування сучків роблять протягом року спеціальними садовими ножівками і секаторами, місця зрізів замазують фарбою.

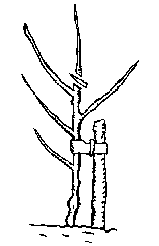
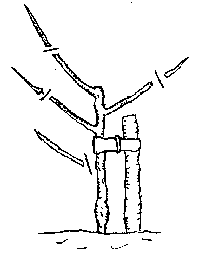
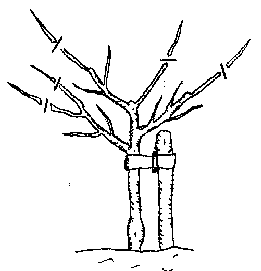
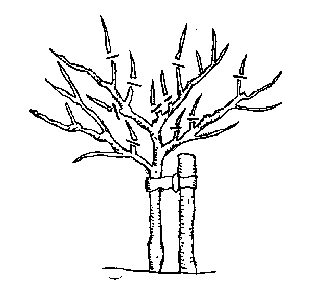

Обрізування для формування крони — формування дерев і чагарників з метою створення міцного скелета дерева з відповідним до заданої форми крони розташуванням скелетних та обростаючих гілочок, зручною для догляду та збирання врожаю (ярусна, розріджено-ярусна, чашевидна, навкісна і вільно ростуча пальмета, формові крони та ін.), а в зеленому будівництві — певної декоративної форми (куляста, конічна, прямокутна та ін.). Під час формування крони поряд з обрізуванням (прорідження, укорочування) застосовують пінцирування, згинання пагонів і гілок з підв'язуванням їх до шпалери чи тимчасових опор.